# Козуль (Республіка Алтай)
Козуль (рос. Козуль) — село Усть-Канського району, Республіка Алтай Росії. Входить до складу Козульського сільського поселення.
Населення — 519 осіб (2015 рік).